# Boeing E-4
Die Boeing E-4 Advanced Airborne Command Post, auch Nightwatch oder inoffiziell „doomsday aircraft“ genannt, dient der United States Air Force (USAF) als fliegende Kommandozentrale für Krisenfälle. Sie basiert auf der Boeing 747-200B und soll als National Airborne Operations Center (NAOC) die Handlungsfähigkeit der Regierung und die Befehls- und Kommandogewalt über die Streitkräfte der Vereinigten Staaten sicherstellen, auch wenn die landgestützte Kommunikations-Infrastruktur durch Kriegseinwirkung – insbesondere Kernwaffen – oder Naturkatastrophen zerstört ist. Vier Exemplare dieses Flugzeuges wurden von der USAF in den 1970er Jahren beschafft.

## Entwicklungsgeschichte
Da sich die USA im Kalten Krieg der Gefahr eines nuklearen Angriffs auf ihr Land ausgesetzt sahen, beschloss man, die militärische Führung in einem solchen Ernstfall an Bord eines Flugzeuges zu verlegen, um die Befehlsgewalt so lange und so unabhängig wie möglich aufrechtzuerhalten. Ende Februar 1973 bestellte die USAF zunächst drei E-4A, ihr Erstflug (noch ohne Ausrüstung) fand am 13. Juni 1973 statt. Die erste Maschine lieferte Boeing im Dezember 1974 aus, die dritte im Laufe des Jahres 1975. Im Dezember 1979 erhielt die US-Luftwaffe eine vierte, mit moderner Elektronik ausgestattete E-4B, ihr Erstflug war am 10. Juni 1978. Daraufhin wurden die A-Modelle bis 1985 ebenfalls auf den neuesten technischen Stand gebracht und trugen von nun an die Bezeichnung E-4B.

## Einsatz
Die E-4 sollen sicherstellen, dass ein Kommando-, Kontroll- und Kommunikationszentrum zur Verfügung steht, selbst wenn im Fall eines Atomkriegs die komplette Bodenkommunikation des amerikanischen Militärs zerstört wäre. Somit müsste ein Angreifer auch dann einen nuklearen Gegenschlag fürchten. Damit soll die Abschreckung erhöht werden. Die US-Presse bezeichnet deshalb die zur Amtszeit von US-Präsident Nixon eingeführte Maschine als Nixons fliegenden „Fuhrerbunker“ (sic!). Während des Kalten Krieges war jeweils eine E-4 in ständiger Alarmbereitschaft.
2007 wurde die Bereitschaft herabgestuft, und eine Ausmusterung war zuerst für 2007 vorgesehen. Da jedoch wegen der Streichung der E-10 kein Ersatz vorhanden war, wurde die Außerdienststellung zuerst auf 2015 verschoben, dann aufgehoben. Die Flugzeugzellen der Maschinen sollen 2033 nach 115.000 Flugstunden und 30.000 Start-Lande-Zyklen ihre maximale Lebensdauer erreicht haben.
Die vier Exemplare der Boeing E-4 gehören zum Arsenal des Air Combat Command (ACC), 1st Airborne Command Control Squadron (1st ACCS), die der 595th Command and Control Group (595th CACG) auf der Offutt Air Force Base in Nebraska unterstellt ist. Waren sie ursprünglich nur für militärische Zwecke vorgesehen, können sie seit 1994 auch bei Naturkatastrophen zur Unterstützung herangezogen werden.

## Liste der E-4
|   | Typ  | Seriennummer | USAF- Kennzeichen | Bemerkungen |
| - | ---- | ------------ | ----------------- | --- |
| 1 | E-4A | 20682/202    | 73-1676           | Die erste ausgelieferte E-4, bei Auslieferung noch als Advanced Airborne Command Post (AABNCP) bezeichnet, hatte ihren Erstflug am 13. Juni 1973. Die Ausrüstung mit den Aufklärungs- und Fernmeldesystemen fand im selben Jahr in Greenville, Texas, statt. Im Dezember 1974 wurde das Flugzeug auf der Andrews Air Force Base stationiert. Bis 1985 auf E-4B-Standard umgerüstet. |
| 2 | E-4A | 20683/204    | 73-1677           | Bis 1985 auf E-4B-Standard umgerüstet. |
| 3 | E-4A | 20684/232    | 74-0787           | Bis 1985 auf E-4B-Standard umgerüstet. |
| 4 | E-4B | 20949/257    | 75-0125           | Als E-4B ausgeliefert. Indienststellung im Januar 1980 |

Anmerkung
1. ↑  Version, die das Flugzeug bei der Übergabe an die USAF hatte.
2. ↑  Die ersten beiden Ziffern lassen Rückschlüsse auf das sogenannte Fiskaljahr zu, in dem die Bestellung des Luftfahrzeug im Haushaltsbericht beschlossen wurde.

## Technische Daten
| Kenngröße                              | Daten                                                                      |
| -------------------------------------- | -------------------------------------------------------------------------- |
| Besatzung                              | 4× (2 Piloten, 1 Navigator, 1 Bordtechniker) zusätzlich 59 in Bereitschaft |
| Länge                                  | 70,5 m                                                                     |
| Spannweite                             | 59,6 m                                                                     |
| Höhe                                   | 19,3 m                                                                     |
| Tragflügelfläche                       | 511 m²                                                                     |
| Leergewicht                            | 186 t                                                                      |
| Maximales Startgewicht                 | 360 t                                                                      |
| Höchstgeschwindigkeit                  | 970 km/h                                                                   |
| Maximale Flughöhe                      | > 12.000 m                                                                 |
| Reichweite (ohne Luftbetankung)        | ca. 11.000 km                                                              |
| Maximale Flugdauer (mit Luftbetankung) | 72 Stunden                                                                 |
| Antrieb                                | 4× F103-GE-100 mit je 233,5 kN Schub                                       |

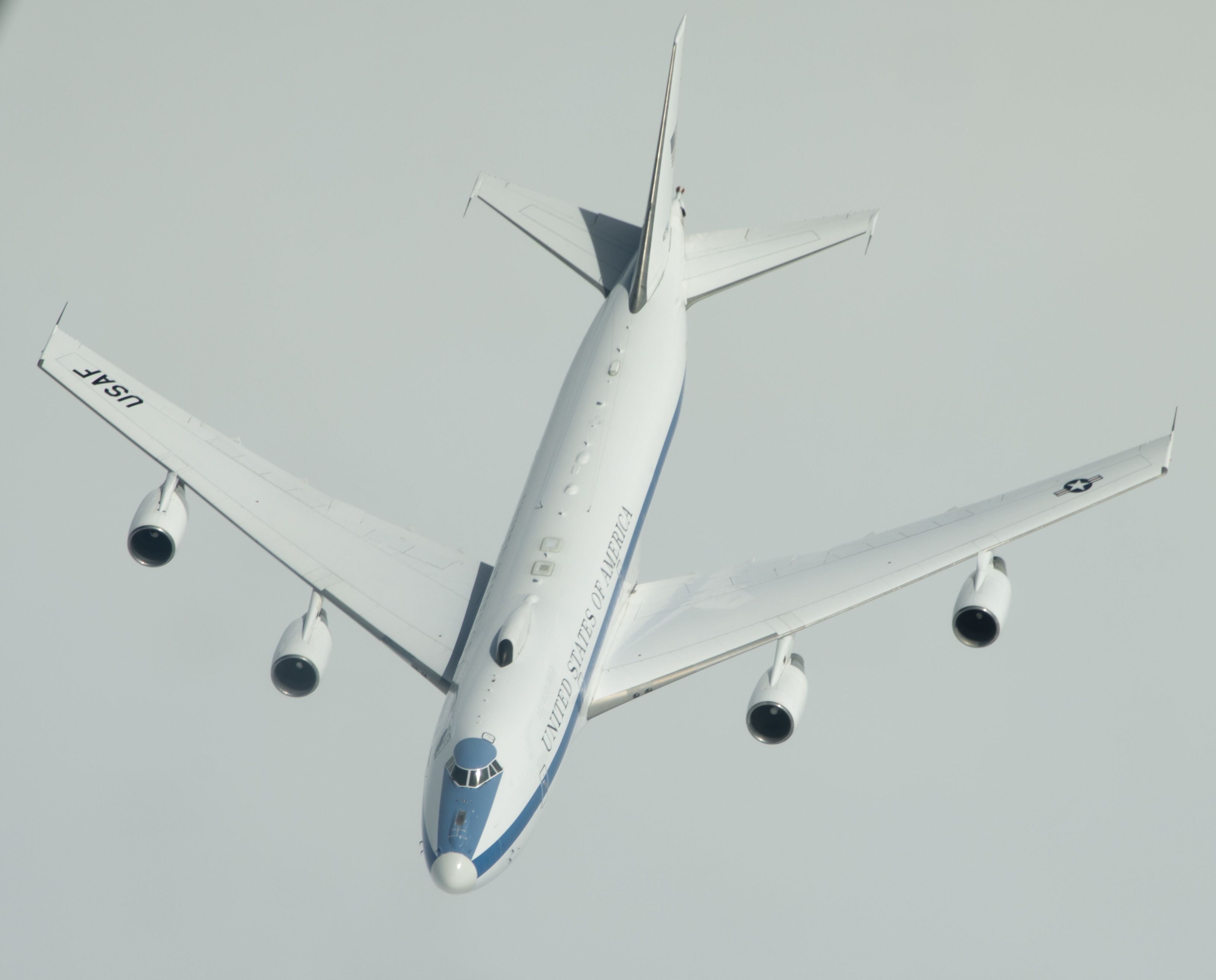
Eine E-4B im Flug (2017)

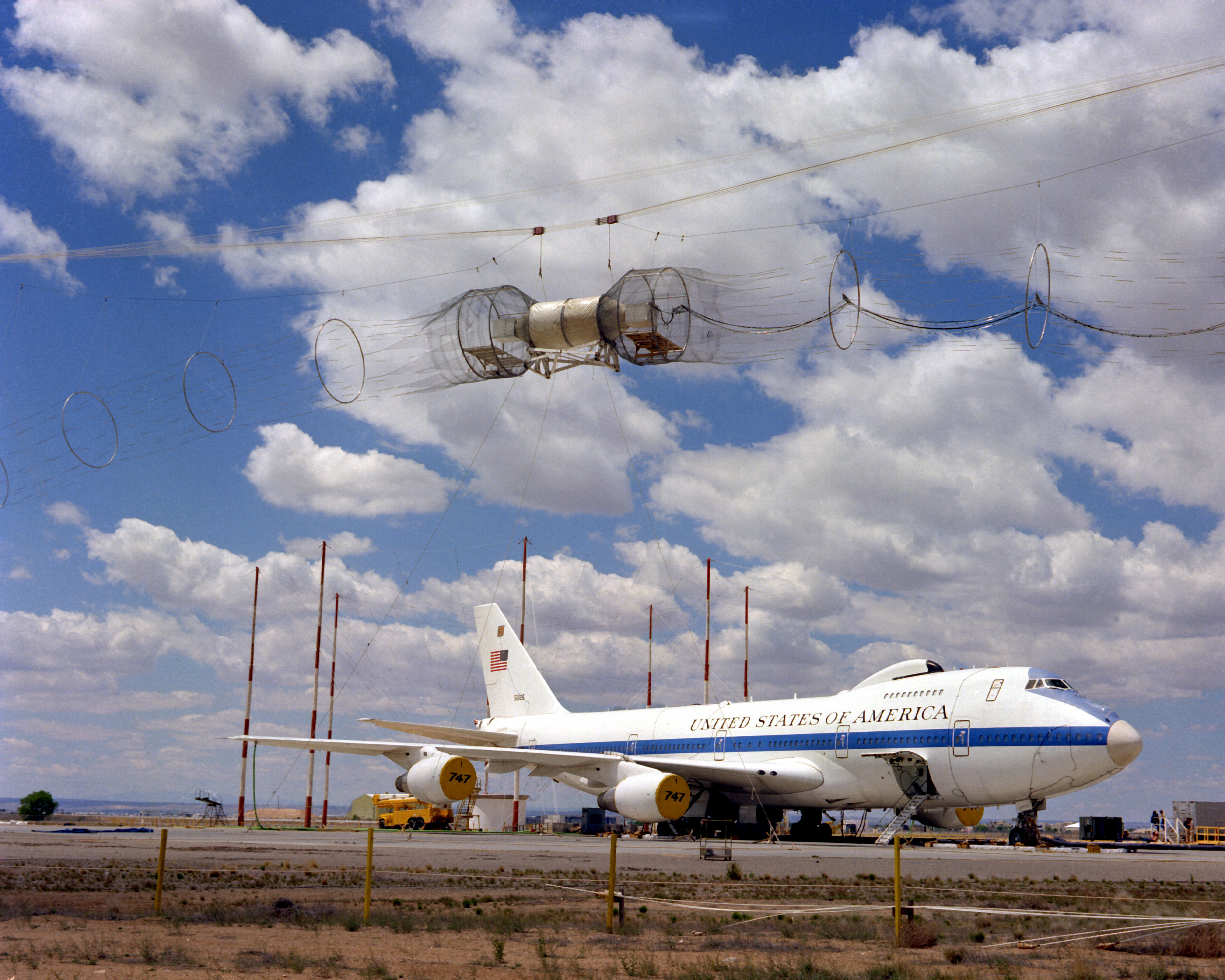
Boeing E-4B in einem EMP-Simulator (1979)

Die Außenhaut bietet Schutz gegen den bei Kernwaffenexplosionen auftretenden elektromagnetischen Impuls. Weiter sind die Computer und Verkabelungen an Bord mit umfangreichen Abschirmungen versehen, und im Cockpit gibt es auch analoge Bedienelemente. An Bord befinden sich verschiedenste Kommunikationseinrichtungen, die sämtliche Frequenzbereiche abdecken, unter anderem für Satellitenfunk und für die Ausstrahlung von Rundfunksendungen an die Bevölkerung. Zur Kommunikation im Niederfrequenzbreich kann eine Antenne verwendet werden, die beim Fliegen bis zu 8 Kilometer lang hinter der Maschine hergezogen wird. Der (bis auf das Cockpit) fensterlose Rumpf hat im vorderen Bereich eine Kuppel, in der Geräte zur Kommunikation auf Zentimeterwelle und mit Milstar-Systemen untergebracht sind, um die im Flugzeug befindlichen Kommandostellen mit Schiffen, U-Booten, Flugzeugen sowie Bodenstationen zu verbinden.
Es sind drei Decks vorhanden; auf dem Hauptdeck befindet sich unter anderem ein Arbeitsbereich für das Kommando, ein schallisolierter Konferenzraum, ein Kommunikationsbereich und ein Ruhebereich. Dazu kommen Aufenthalts- und Konferenzräume für das einschließlich Cockpitbesatzung bis zu 63 Köpfe starke militärische Personal; zusätzlich können maximal 51 Passagiere in einem separaten Abteil befördert werden. Die Flugzeuge können zwölf Stunden ohne Auftanken fliegen. Eine Luftbetankungsmöglichkeit erlaubt Flugzeiten von mehreren Tagen.

## Zwischenfälle
Am 16. Juni 2017 wurden zwei E-4B durch einen Tornado auf der Offutt Air Force Base im US-Bundesstaat Nebraska im Hangar beschädigt, da die Heckflossen herausragten. Sie waren nach elf Wochen wieder einsatzbereit.